# Гад Рехліс
Гад Рехліс (нар. 5 лютого 1967) – ізраїльський шахіст, гросмейстер від 1990 року.

## Шахова кар'єра
На перетині 1980-1990-х років належав до числа провідних ізраїльських шахістів. У 1988 і 1990 роках двічі представляв свою країну на шахових олімпіадах, а в 1989 році - на командному чемпіонаті Європи. У 1990 році взяв участь у міжзональному турнірі (відбіркового циклу чемпіонату світу) в Манілі, посівши 22-ге місце серед 64 спортсменів.
У 1984, 1986 і 1987 роках представляв Ізраїль на чемпіонаті світу серед юніорів до 20 років, показавши добрі результати: 1984 - 8 очок у 13 партіях (поділив 6-10 місце), 1986 - 8½ з 13 (поділив 6-11-те місце), 1987 - 8 з 13 (поділив 6-11-те місце). 1986 року посів 4-те місце у фіналі чемпіонату країни, а в 1988 році виграв у фінальному турнірі золоту медаль. 1987 року переміг на турнірі Berliner Sommer у Берліні. 1990 року посів 1-ше місце (попереду Еріка Лоброна на зональному турнірі в Берні, а в 1991 році переміг в Остраві. 1995 року поділив 2-ге місце (позаду Еміля Сутовського) в Тель-Авіві і переміг (разом з Матіасом Вальсом, В'ячеславом Дидишком і Джонні Гектор на турнірі Berliner Sommer. У 1996 році посів 1-ше місце (попереду Олександра Черніна) у Відні. У 2003 році поділив 5-те місце на відкритому чемпіонаті Ізраїлю, який відбувся в Ашдоді.
Найвищий рейтинг Ело в кар'єрі мав станом на 1 липня 1996 року, досягнувши 2535 очок займав тоді 14-те місце серед ізраїльських шахістів.

## Зміни рейтингу
| На цьому місці має відображатися графік чи діаграма, однак з технічних причин його відображення наразі вимкнено. Будь ласка, не видаляйте код, який викликає це повідомлення. Розробники вже працюють для того, щоби відновити штатне функціонування цього графіка або діаграми. | |
| | На цьому місці має відображатися графік чи діаграма, однак з технічних причин його відображення наразі вимкнено. Будь ласка, не видаляйте код, який викликає це повідомлення. Розробники вже працюють для того, щоби відновити штатне функціонування цього графіка або діаграми. |